# Anoxia orientalis
Anoxia orientalis är en skalbaggsart som beskrevs av Krynicky 1832. Anoxia orientalis ingår i släktet Anoxia och familjen Melolonthidae. Inga underarter finns listade i Catalogue of Life.

## Bildgalleri

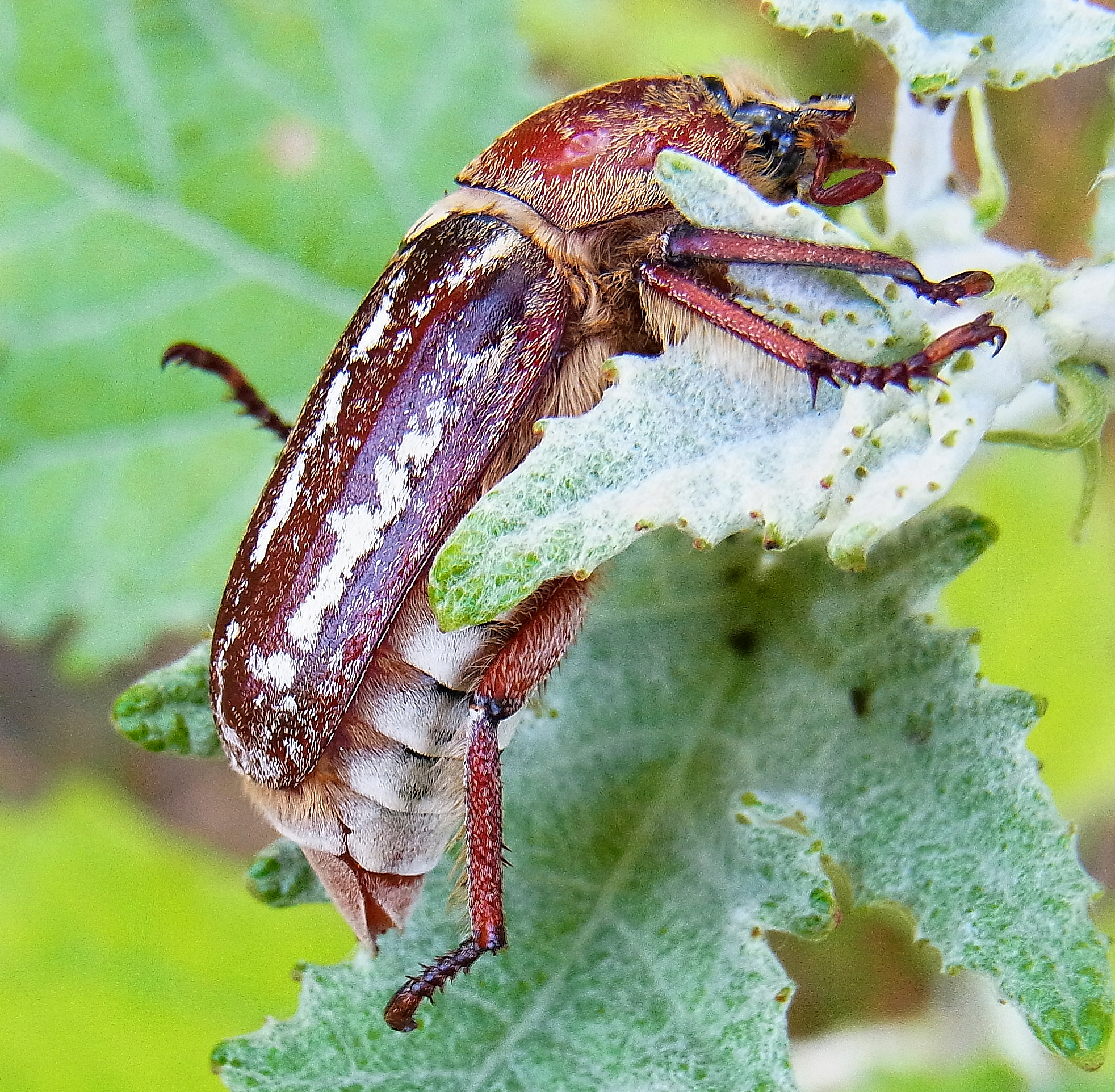
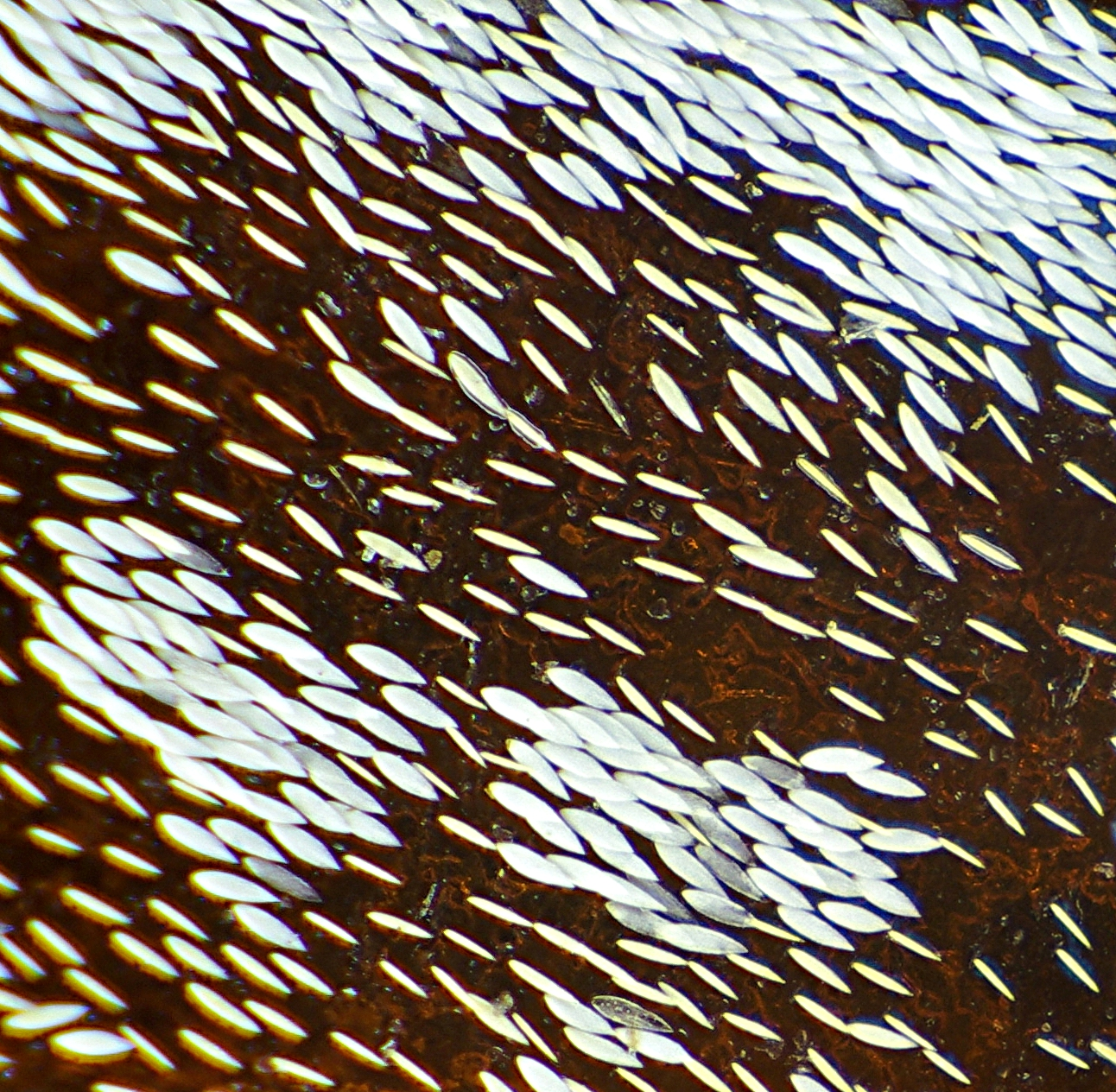
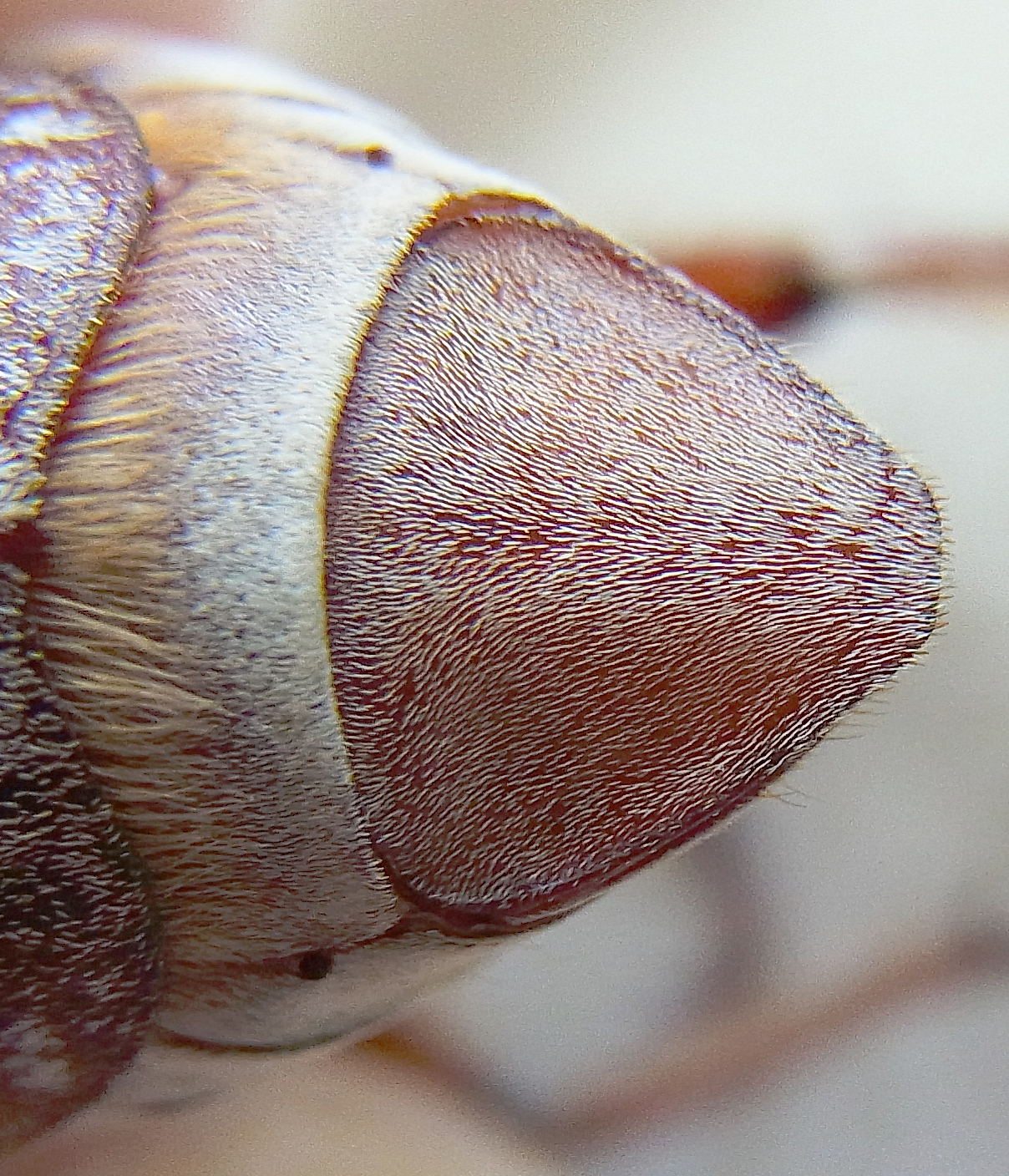
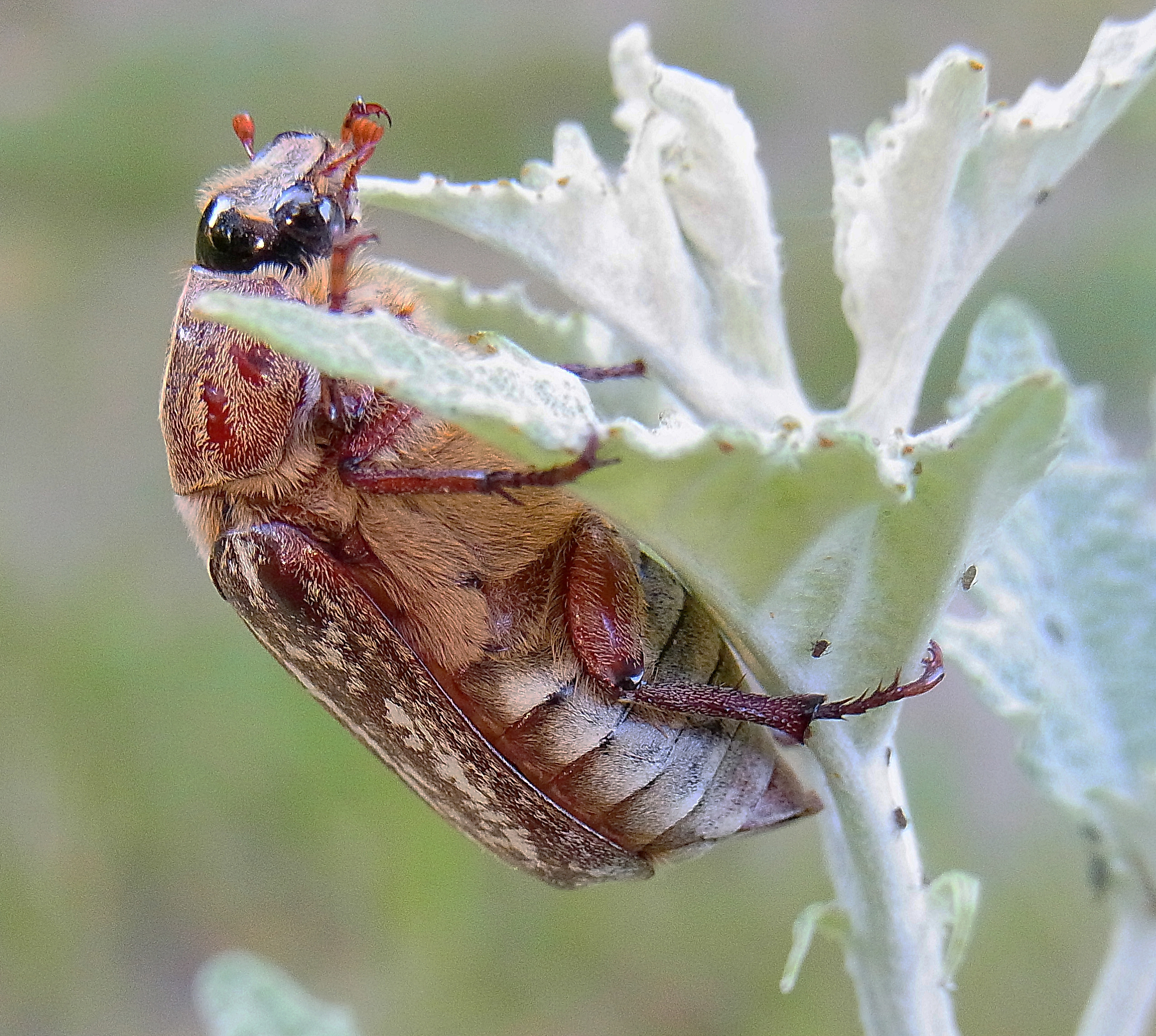
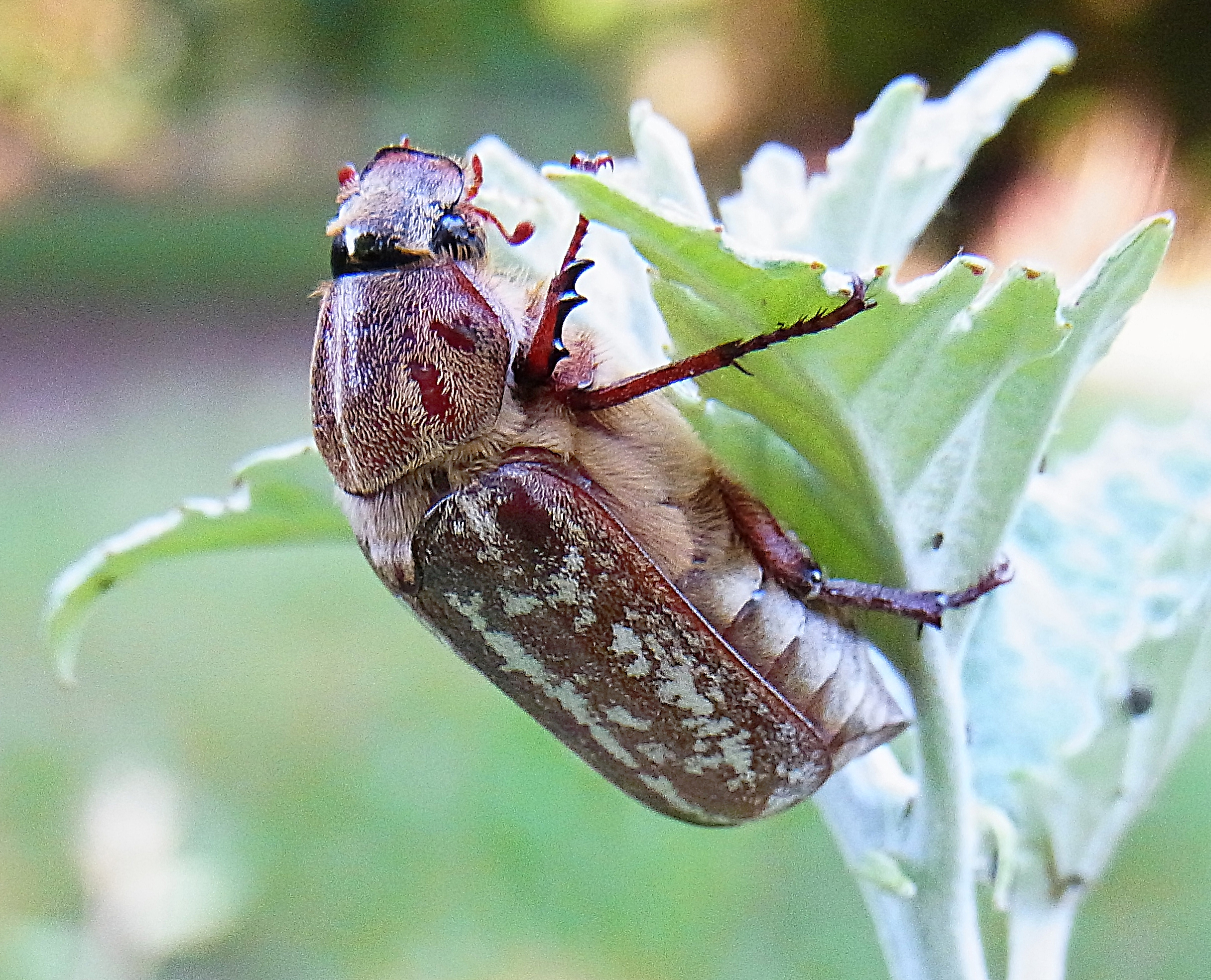
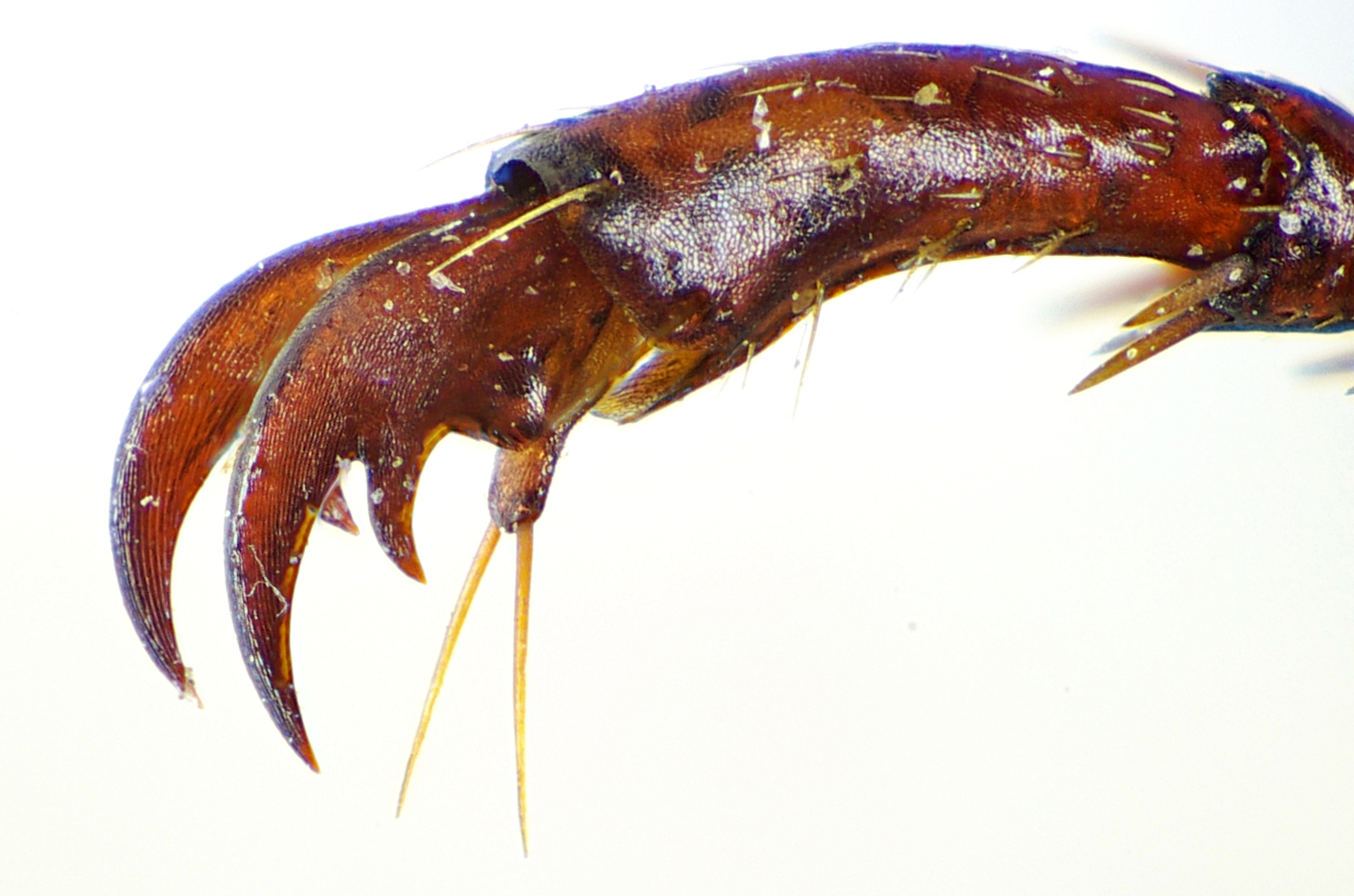